# C-command
在語法學上，c-command是一種剖析樹(parse tree)節點間的關係。最早此關係由譚雅·萊茵哈特(Tanya Reinhart)於其1976年和1983年的文章中定義。
此觀念與家族樹中「兄弟姐妹及兄弟姐妹的所有後代」這個觀念類似。

## 定義與範例

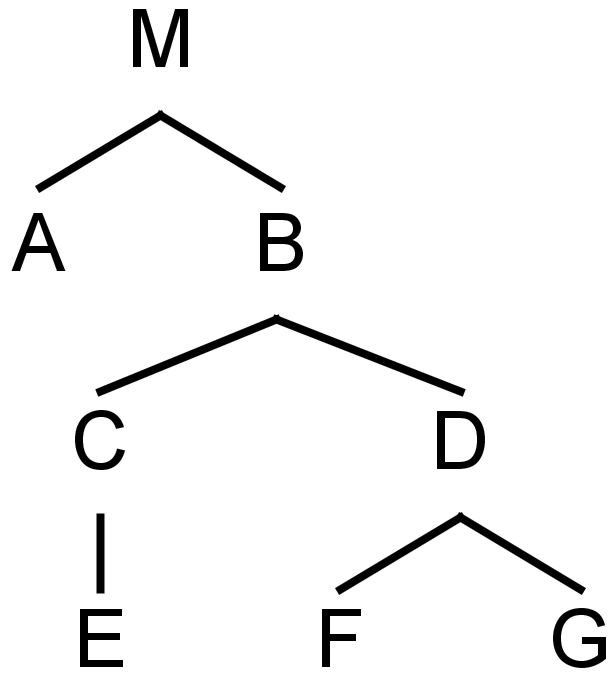
一個簡單的語法樹

c-command的定義，在某些部份是基於「統領」(dominance)的關係的。若一個節點X在另一個節點Y之上(X與Y的關係如「父母」、「祖父母」之類的)，則X「統領」Y。
根據此定義，A對B進行c-command，當且僅當以下的幾點成立：
- A不「統領」B
- B不「統領」A
- 「統領」A的「第一分支節點」(即最接近A且「統領」A的分支節點，不分支的節點不考慮，分支節點即同時統領兩個節點的節點)也「統領」B[2][3]

故根據此定義，在右圖的語法樹中，
- M不對任何節點進行c-command，因為它「統領」其他的節點。
- A對B、C、D、E、F與G進行c-command
- B對A進行c-command
- C對D、F與G進行c-command
- D對C與E進行c-command
- E不對任何節點進行c-command
- F對G進行c-command
- G對F進行c-command

## 此名稱的來源
c-command這個術語最早源自萊茵哈特在1976年在麻省理工学院寫的論文的第32頁，而這詞本身是「constituent command」一詞的縮寫，萊茵哈特感謝尼克·克雷門特(Nick Clements)建議她使用此縮寫一事。
安德魯·卡爾尼(Andrew Carnie)認為「c-command」這詞或許是被提出來，以和霍華德·拉斯尼克(Howard Lasnik)在1976年所提出的、類似的詞彙「kommand(常讀作k-command)」產生區別的。

## C-command與「第一分支節點」
上面的定義提道c-command是根據「統領」A的「第一分支節點」(即最接近A且「統領」A的分支節點)來的(因此不分支的節點不被考慮)。有時這關係又被稱作「嚴格c-command」(strict c-command)。如果沒有這層定義，那麼A對B的c-command的關係就會限制於第一個「統領」A的節點和第一個「統領」B的節點為相同節點的情況之上(即所有第一個統領某節點的節點都會被包含進來)。以下的語法樹顯示出分別根據這兩種定義所造成的不同情況。
如果將所有節點彼此間的關係都考慮進來，則A不對任何其他的節點進行c-command，因為B「統領」A且未統領其他的節點；如果只考慮具有分支的節點的話，那麼在考慮定義中的第三個因素時，B的存在與否就變得不重要了，在這層定義下A對D、E和F有進行c-command。

## 腳註與參考資料
1. ↑  亦請見霍華德·拉斯尼克(Howard Lasnik)1975年之文及诺姆·乔姆斯基1981年之文。
2. ↑  Haegeman, Liliane.  2nd. Oxford: Blackwell Publishing. 1994: 147.
3. ↑  Carnie, Andrew.  1st. Oxford: Blackwell Publishing. 2002: 75.
4. ↑  Carnie, Andrew.  1st. Oxford: Blackwell Publishing. 2002: 77.
5. ↑  Keshet, Ezra.  (PDF). MIT. 2004-05-20  [2011-09-27]. （原始内容存档 (PDF)于2008-07-26）.
6. ↑  Haegeman, Liliane.  2nd. Oxford: Blackwell Publishing. 1994: 137.

- Harris, C. L. and Bates, E. A. (2002) 'Clausal backgrounding and pronominal reference: A functionalist approach to c-command'. Language and Cognitive Processes 17(3):237-269.
- Contemporary Linguistics by William O'Grady, Michael Dobrovolsky, and Mark Aronoff. Bedford/St. Martin's.  1997 (third edition).
- Reinhart, Tanya M.  (1976). The Syntactic Domain of Anaphora. (Doctoral dissertation, Massachusetts Institute of Technology).   (Available online at https://web.archive.org/web/20111122155216/http://dspace.mit.edu/handle/1721.1/16400).

## 外部連結
- c-command and pronouns（页面存档备份，存于）
- Node relations（页面存档备份，存于）, University of Pennsylvania
- Some Basic Concepts in Government and Binding Theory（页面存档备份，存于）